# Пимелодовые
Пимелодовые, или  плоскоголовые сомы (лат. Pimelodidae), — семейство лучепёрых рыб отряда сомообразных (Siluriformes).

## Описание
Тело без чешуи. Имеют три пары усиков (назальная пара отсутствует), у некоторых видов длина усиков максиллярной пары достигает длины тела. Есть жировой плавник.
У многих представителей семейства молодь существенно отличается от взрослых особей по окраске и форме тела.

## Ареал
Распространены в Южной Америке и на Панамском перешейке вплоть до юга Мексики.

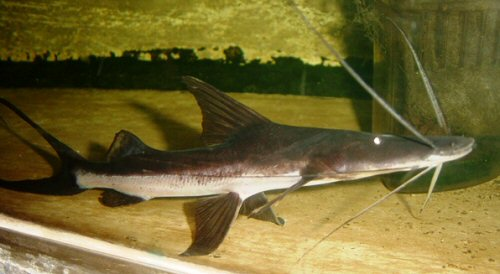
Brachyplatystoma platynemum

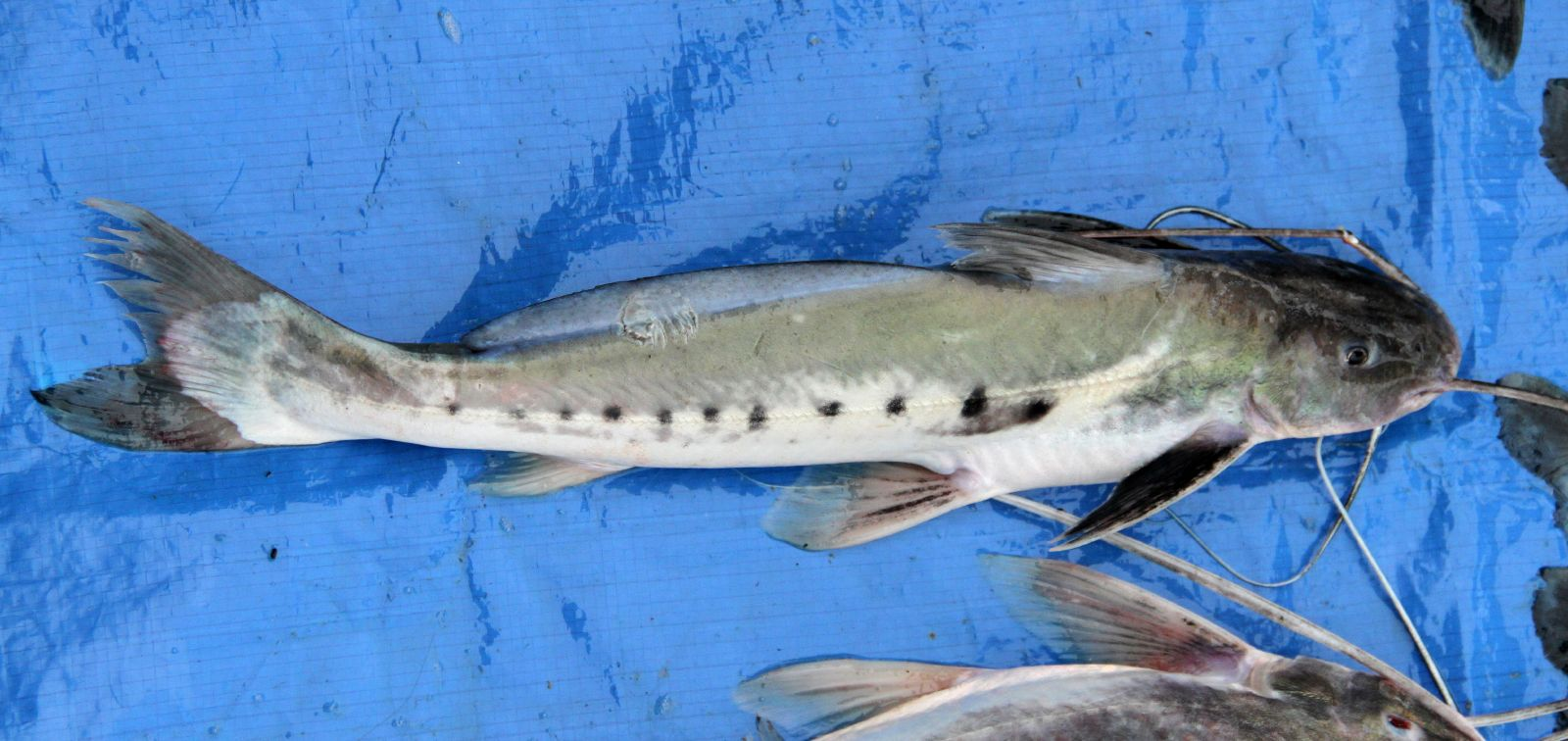
Calophysus macropterus

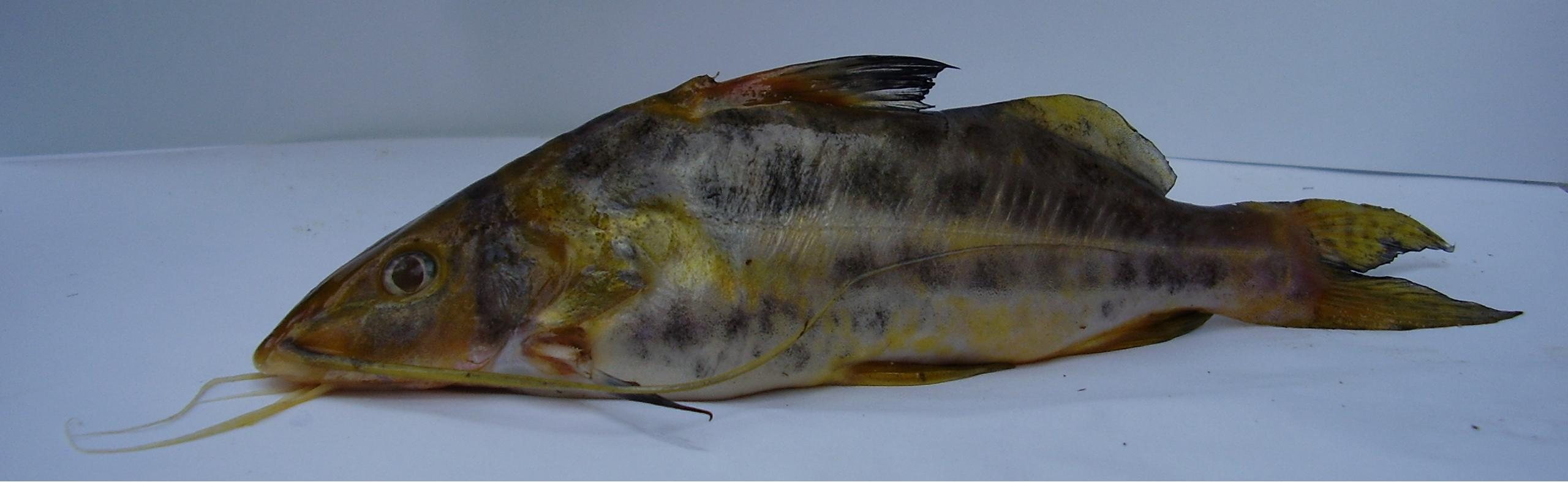
Iheringichthys labrosus

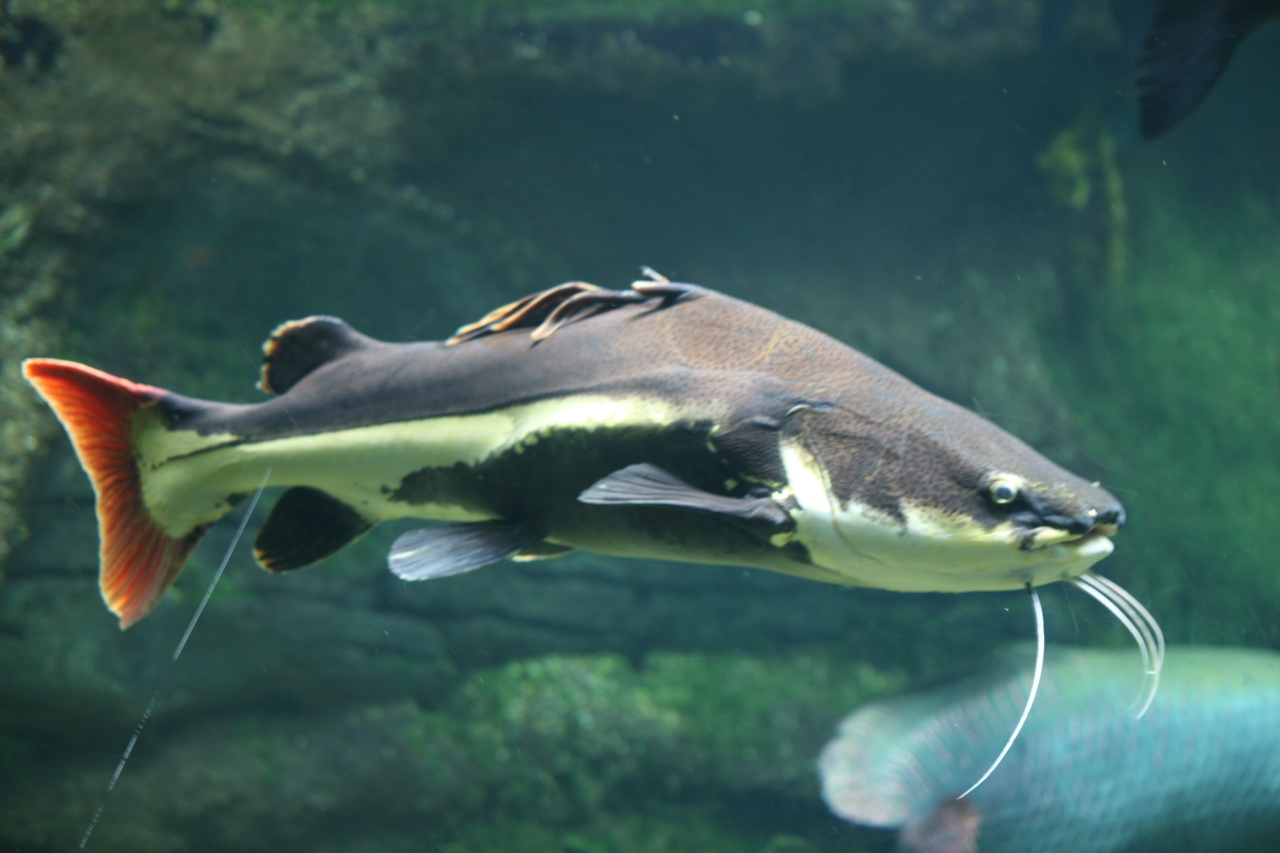
Phractocephalus hemioliopterus

## Классификация
- Aguarunichthys
- Bagropsis
- Bergiaria
- Brachyplatystoma
  - Brachyplatystoma filamentosum
- Calophysus
- Cheirocerus
- Duopalatinus
- Exallodontus
- Hemisorubim
- Hypophthalmus
- Iheringichthys
- Leiarius
- Luciopimelodus
- Megalonema
- Parapimelodus
- Perrunichthys
- Phractocephalus
  - Phractocephalus hemioliopterus — Сом-плоскоголовик
- Pimelabditus
- Pimelodina
- Pimelodus
- Pinirampus
- Platynematichthys
- Platysilurus
- Platystomatichthys
- Propimelodus
- Pseudoplatystoma
- Sorubim
  - Sorubim lima — Шершавый плоскоголов-сорубим
- Sorubimichthys
- Steindachneridion
- Zungaro
- Zungaropsis